# تقريب خطي

خط مماس في (a, f(a

في الرياضيات، التقريب الخطي هو تقريب لدالة ما باستخدام دالة خطية (بشكل أدق: دالة تآلفية). تستخدم بشكل واسع في طريقة الفروقات المحدودة لإيجاد طرائق لحل أو تقريب الحلول للمعادلات.

## تعريف
لتكن f دالة أحادية المتغيرات ومتغيرها عدد حقيقي، وقابلة للتفاضل مرتين. تنص مبرهنة تايلور عندما يكون n مساويا ل 1 أن:
{\displaystyle f(x)=f(a)+f'(a)(x-a)+R_{2}\ }
بحيث أن {\displaystyle R_{2}} هو الطرف المتبقي. يتم الحصول على التقريب الخطي بإسقاط الباقي:
{\displaystyle f(x)\approx f(a)+f'(a)(x-a).}
هذا تقريب جيد من أجل x قريبة من a. التعبير على الطرف الأيمن هو معادلة الخط المماس للخط البياني f في (a,f(a))، ولهذا السبب، تدعى هذه العملية بـتقريب خط المماس
التقريبات الخطية من أجل التوابع الشعاعية للمتحولات المتجهة يتم الحصول عليها بذات الطريقة، مع استبدال المشتقات عند نقطة بمصفوفة جاكوبي. على سبيل المثال، لدينا تابع قابل للاختلاف {\displaystyle f(x,y)} بقيم حقيقية، يمكن للمرء تقريب {\displaystyle f(x,y)} من أجل النقطة {\displaystyle (x,y)} القريبة من {\displaystyle (a,b)} باستخدام المعادلة:
{\displaystyle f\left(x,y\right)\approx f\left(a,b\right)+{\frac {\partial f}{\partial x}}\left(a,b\right)\left(x-a\right)+{\frac {\partial f}{\partial y}}\left(a,b\right)\left(y-b\right).}
الطرف الأيمن هو معادلة المستوي المماس للخط البياني في {\displaystyle z=f(x,y)} عند النقطة {\displaystyle (a,b)}.
في حالة فضاءات باناخ الأكثر عمومية، يكون لدينا
{\displaystyle f(x)\approx f(a)+Df(a)(x-a)}
بحيث أن {\displaystyle Df(a)} هو مشتق Fréchet لـ {\displaystyle f} عند {\displaystyle a}.

## مثال
لإيجاد تقريب {\displaystyle {\sqrt[{3}]{25}}} يمكن القيام بالتالي:
1. خذ التابع {\displaystyle f(x)=x^{1/3}.\,} بعين الاعتبار. هكذا، تكون المشكلة اختصرت إلى إيجاد قيمة {\displaystyle f(25)}.
2. لدينا
{\displaystyle f'(x)={\frac {x^{-2/3}}{3}}={\frac {1}{3{\sqrt[{3}]{x^{2}}}}}}
3. حسب التقريب الخطي
{\displaystyle f(25)\approx f(27)+f\ '(27)(25-27)=3-2/27.}
4. النتيجة، 2.926, قريبة بشكل معقول من القيمة الحقيقية 2.924…